# Private Liquiditätsrechnung
In der privaten Liquiditätsrechnung (auch Einnahmen-Ausgabenrechnung (EAR)) werden die Einnahmen und Ausgaben einer Privatperson oder eines Privathaushalts innerhalb eines bestimmten Zeitraumes gegenübergestellt.

## Allgemeines
Die private Liquiditätsrechnung ist Teil der privaten Finanzplanung, bei der die Privathaushalte für ihre Finanzplanung auf dieselben Planungsmethoden und -instrumente zurückgreifen können, wie sie die Betriebswirtschaftslehre für Unternehmen und öffentliche Haushalte entwickelt hat. Bei Unternehmen heißt die Liquiditätsrechnung Kapitalfluss- oder Cash-Flow-Rechnung, bei öffentlichen Haushalten Finanzrechnung.
Der aktuelle Kapitalbedarf wird durch Finanzierung bereitgestellt, bei der zwischen Eigen- und Fremdfinanzierung zu unterscheiden ist. Wesentlicher Unterschied zwischen den Unternehmen und den Privathaushalten ist, dass letztere oft über wenig oder keine finanzielle Allgemeinbildung verfügen und deshalb auch Finanzplanungstechniken ohne Fachkenntnisse nicht zum Erfolg führen.

## Aufbau

Private Liquiditätsrechnung in Kontenform

Die private Liquiditätsrechnung ist aufgebaut wie ein öffentlicher Haushalt, bei dem sich die Einnahmen und Ausgaben gegenüber stehen. Beim Privathaushalt setzen sich die Einnahmen insbesondere aus dem Arbeitseinkommen (Nettoeinkommen), Kapitalerträgen (Dividenden, Habenzinsen und sonstigen Zinserträgen) und sonstigen Einnahmen (etwa Geldgeschenke, Kreditinanspruchnahmen) zusammen. Die Ausgaben bestehen aus Lebenshaltungskosten (Energiekosten, Immobiliarmiete und Nebenkosten, Kleidung, Körperpflege, Tierhaltung, Verpflegung, Versicherungsprämien), Schuldendienst, Freizeitgestaltung (Abonnements, Freizeitsport, Unterhaltung, Urlaubsreisen) und Investitionsausgaben (etwa Kauf von Hausrat, Instandhaltung und Reparatur). Als Saldo aus dieser Gegenüberstellung ergibt sich ein Liquiditätsüberschuss oder Liquiditätsdefizit.
Diese Einzelposten müssen darauf untersucht werden, ob und inwieweit sie durch den Privathaushalt beeinflusst werden können. Nicht oder kaum beeinflussbar sind fixe Einnahmen und fixe Ausgaben, die durch Gesetz oder Vertrag feststehen. Das betrifft vor allem das Arbeitseinkommen, die Immobiliarmiete, den Schuldendienst und Pflichtversicherungen. Dagegen können variable Einnahmen und Ausgaben mehr oder weniger stark beeinflusst werden. Diese Unterscheidung ist erforderlich, um beim Ergebnis der Liquiditätsrechnung Maßnahmen ergreifen zu können.

## Kritische Ausgabenquoten
Drei wesentliche Ausgabenpositionen müssen besonders beachtet werden, weil sie einen riskanten Hebel beinhalten. Das sind die Mietbelastungsquote (Hebel ist das Mietpreisniveau), Schuldendienstquote (Hebel ist das Zinsniveau) und die Vorsorgequote (Hebel ist das Rentenniveau).
Bei ihnen werden die jeweiligen Ausgabenpositionen dem Nettoeinkommen des Haushalts gegenübergestellt. Die Mietbelastungsquote soll 30 % des Haushaltseinkommens nicht überschreiten, sie liegt derzeit in Großstädten bei 50 % und mehr. Privatpersonen gelten als verwundbar, wenn sie für den Schuldendienst mehr als 40 % ihres monatlichen Haushaltseinkommens aufwenden müssen. Etwa 60 % der Haushalte verwendeten weniger als 20 % ihres Nettoeinkommens für Zinsen und Tilgung, weniger als 10 % der Haushalte verwendeten mehr als 50 % ihres Einkommens, im Durchschnitt liegt die Quote bei 20 %. Steigen die Mieten oder Kreditzinsen bei relativ starren Nettoeinkommen, erhöhen sich die jeweiligen Quoten und können den kritischen Punkt erreichen, der ein Finanzrisiko für den Haushalt bedeutet. Wegen der künftig niedrigen Renten müssen Haushalte zudem eine Vorsorgequote von mindestens 15 % ihres Nettoeinkommens einkalkulieren, die als Kapitalanlage zurückzulegen ist.

## Maßnahmen
Ergibt sich als Saldo aus der privaten Liquiditätsrechnung ein Liquiditätsdefizit, so kann der entstehende Geldmangel durch Senkung oder Vermeidung von nicht fixen Ausgaben (Konsumverzicht) oder Maximierung aller variablen Einnahmen geschlossen werden. Dabei ist im schlimmsten Fall auch der Umzug in eine kleinere Wohnung oder der Verzicht auf bestimmte Versicherungen einzukalkulieren. Reichen diese Maßnahmen nicht aus oder werden sie ignoriert, so kommt es zwangsläufig zu einem Zahlungsrückstand fälliger Verbindlichkeiten (etwa Mietrückstand), was eine Reaktion der betroffenen Gläubiger zur Folge hat (Mahnung, Mahnbescheid, Kündigung von Mietverträgen). Um dies zu vermeiden, muss der Privathaushalt zum Ausgleich des Liquiditätsdefizits Kredite (Bankkredite, Privatkredite) aufnehmen. Kreditaufnahmen können schlimmstenfalls ein Indiz für strukturelle Liquiditätsdefizite sein, sodass mittelfristig die Gefahr der Überschuldung droht.
Beim Liquiditätsüberschuss kann der Haushalt entweder seine Ausgaben erhöhen oder sparen (etwa als Anleger von Finanzprodukten).

## Anwendungsbereiche der privaten Liquiditätsrechnung
In der privaten Finanzplanung wird die Liquiditätsrechnung benutzt, um zu überprüfen, ob ein Haushalt liquide ist oder zunehmend Verbindlichkeiten aufbaut und das Risiko einer Zahlungsunfähigkeit droht (Ist-Analyse). Wird die Liquiditätsrechnung mit Plan-Zahlen durchgeführt, die ein gewünschtes Ein- und Ausgabeverhalten in der Zukunft darstellen, spricht man von einem Privatbudget. Die Aufstellung und regelmäßige Kontrolle eines Privatbudgets dient der Erhöhung der Ausgabendisziplin und kann helfen, übermäßigen Konsum zu verhindern und Sparziele zu erreichen.
Im Rahmen der Szenariotechnik wird die Liquiditätsrechnung an bestimmte Ereignisse oder geänderte Rahmenbedingungen angepasst (z. B. Tod eines Verdieners, erhöhte Inflationsraten, erhöhter Sanierungsbedarf des Eigenheims, Anwendung von steuerlichen Gestaltungsmöglichkeiten, erhöhte Inanspruchnahme von staatlicher Förderung), um zu beurteilen, ob auch in diesen Szenarien ausreichende Liquidität für den Haushalt gewährleistet ist und ob es zu einer Verbesserung der Liquiditätssituation kommt.
Um im Rahmen der Kreditvergabe die nachhaltige Bonität eines Kreditnehmers zu überprüfen, erstellen Kreditinstitute eine für diesen Zweck angepasste Einnahmen-Ausgaben-Rechnung.

## Ziele
Diese Maßnahmen müssen sich an den persönlichen Zielen des Privathaushaltes orientieren. Zu den wichtigsten Zielen des Privathaushalts gehört es unter anderem, die eigenen Finanzen zu organisieren. Konkret bei der Liquiditätsrechnung bedeutet dies, ein Liquiditäts- und Finanzierungsrisiko zu vermeiden. Henry Ford wird in diesem Zusammenhang das Zitat zugeschrieben, dass man Reichtum nicht nur durch Einkommen erreichen kann, sondern auch durch Nicht-Ausgeben. Eine private Liquiditätsrechnung erstreckt sich mithin sowohl auf die Einnahmen als auch auf die Ausgaben.